# Lyle a Erik Menéndezovi

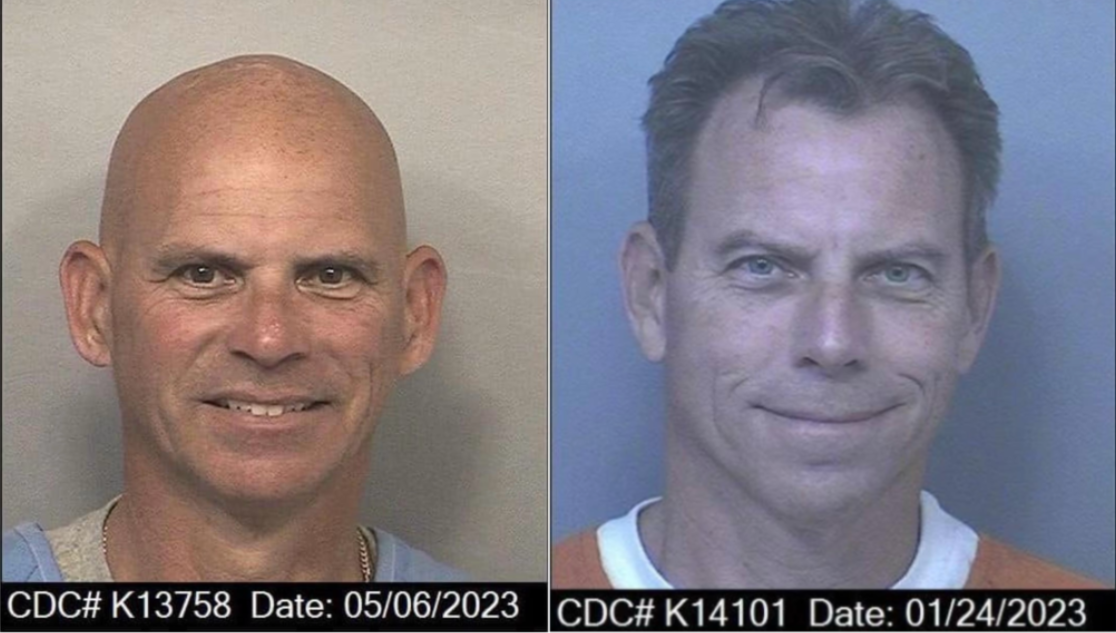
Lyle Menéndez (vlevo), Erik Menéndez (vpravo)

Joseph Lyle Menéndez (* 10. ledna 1968) a Erik Galen Menéndez (* 27. listopadu 1970) jsou američtí bratři, kteří byli usvědčeni v roce 1996 z vraždy svých rodičů Josého a Mary Louise "Kitty" Mendezových v roce 1989 a byli odsouzeni k doživotnímu vězení bez možnosti propuštění. 13. května 2025 byli po více než 35 letech věznění znovu odsouzeni a tentokrát jim byl snížen trest na 50 let až doživotí, což jim dalo šanci na podmíněné propuštění.
Po vraždách Lyle a Erik tvrdili, že za vraždy jsou zodpovědní neznámí vetřelci, a označili je za potenciální mafiánskou vraždu. Policie toto tvrzení zpočátku vyšetřovala, ale začala mít podezření na to, že bratři hojně utráceli své mnohamilionové dědictví a najali si počítačového experta, aby vymazal nedávno aktualizovanou závěť jejich otce. Erik se později k vraždám přiznal během nahraného sezení se svým psychologem, což vedlo o několik měsíců později k jejich zatčení.
Lyle a Erik byli obviněni ze dvou vražd prvního stupně se zvláštními okolnostmi za lhaní, což jim umožnilo uložit trest smrti, a ze spiknutí za účelem vraždy. Během prvního soudního procesu obhajoba tvrdila, že bratři zabili své rodiče v sebeobraně po letech údajného sexuálního, citového a fyzického zneužívání. Obžaloba tvrdila, že vraždy byly promyšlené, že obvinění ze sexuálního zneužívání byla vykonstruovaná a že bratři byli motivováni nenávistí a touhou získat otcův mnohamilionový majetek poté, co byli vyděděni z jeho závěti. Porotci nebyli schopni dospět k verdiktu, což vedlo k chybnému odsouzení obou bratrů. Ve druhém soudním procesu byli odsouzeni za vraždu prvního stupně k doživotnímu trestu bez možnosti podmíněného propuštění.
Lyle a Erik si v současné době odpykávají doživotní tresty ve věznici Richarda J. Donovana v kalifornském San Diegu. Přezkumní soudci zamítli několikanásobná odvolání proti jejich rozsudkům.

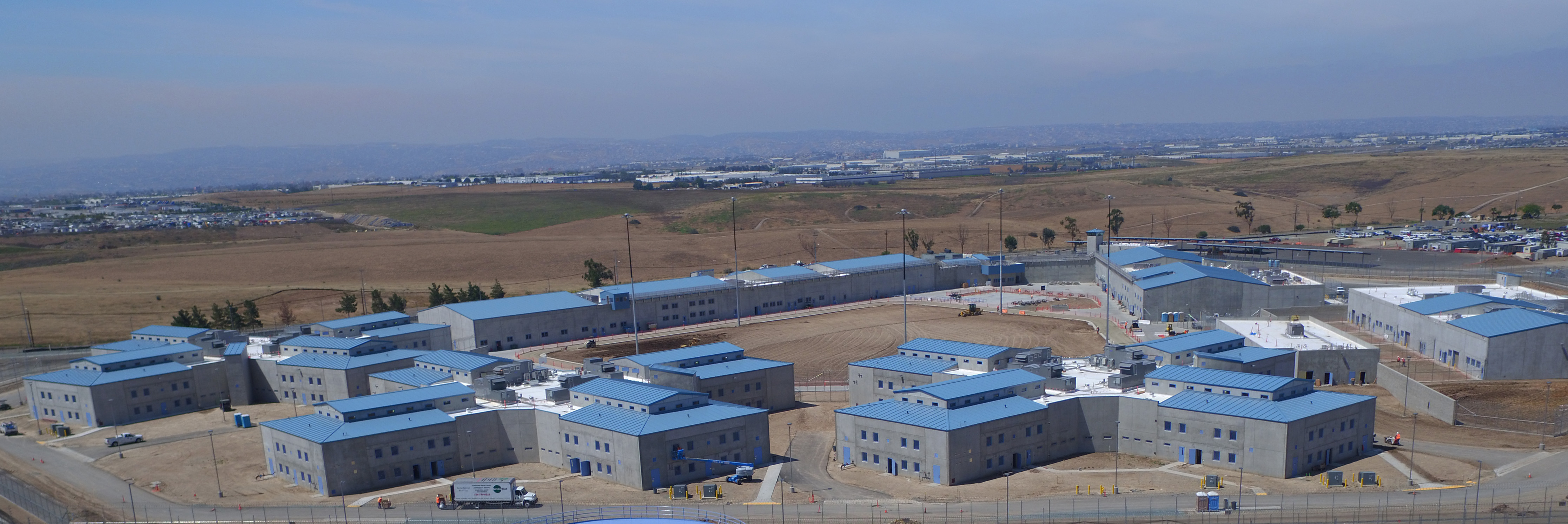
Nápravné zařízení Richarda J. Donovana s Mexikem na horizontu

Státní prokurátor v Los Angeles George Gascon v říjnu 2024 doporučil nové přezkoumání jejich případu. Místo doživotního trestu tak mohou dostat jen 50 let za mřížemi. Díky kalifornskému zákonu o opětovném odsouzení, který poskytuje mírnější podmínky pro ty, kteří čin spáchali ve věku nižším než 26 let, by pak bratři mohli být teoreticky podmíněně propuštěni.
Opakované soudní řízení bylo původně naplánováno na 11. prosince 2024. Během soudního jednání dne 25. listopadu 2024 však byl proces odložen. V květnu 2025 soudce bratry znovu odsoudil k 50 letům doživotí, což jim umožnilo budoucí podmíněné propuštění.

## Pozadí
José Enrique Menendez se narodil 6. května 1944 v Havaně na Kubě. V 16 letech, na začátku kubánské revoluce, se přestěhoval do Spojených států. José navštěvoval Southern Illinois University, kde se seznámil s Mary Louise „Kitty“ Andersenovou (1941-1989). V roce 1963 se vzali a přestěhovali se do New Yorku, kde José získal titul z účetnictví na Queens College.
První syn páru, Joseph Lyle, který se jmenuje jeho prostředním jménem, se narodil 10. ledna 1968 v New Yorku. Kitty po narození Lyla opustila práci učitelky a rodina se přestěhovala do New Jersey, kde se 27. listopadu 1970 v Gloucester Township narodil Erik Galen. Rodina žila v Hopewell Township a oba bratři navštěvovali Princeton Day School.
José se stal vedoucím pracovníkem ve společnosti Hertz Corporation a později v RCA Records. poté, co byl jmenován generálním ředitelem společnosti Live Entertainment, se rodina přestěhovala do Calabasas v Kalifornii, kde Erik navštěvoval Calabasas High School.
V roce 1988 Lyle a Erik spáchali ve svém sousedství několik vloupání a ukradli více než 100 000 dolarů v hotovosti a špercích, což Josého přimělo přestěhovat se do Beverly Hills. Následující rok Erik navštěvoval Beverly Hills High School, kde měl průměrné známky, ale projevil talent na tenis a jako junior se umístil na 44. místě v USA. Asi dva týdny před vraždami se Erik se svým kamarádem Michaelem Joycem zúčastnil v roce 1989 Národního mistrovství v tenise juniorů.
Lyle navštěvoval Princetonskou univerzitu, kde byl podmínečně vyloučen ze studia kvůli špatným známkám a nakonec suspendován za plagiátorství. Bydlel na koleji Gauss Hall, kde vyhazoval věci svých spolubydlících, protože si nepřál sdílet pokoj, nechával přetékat umyvadla, čímž způsobil škodu, a v rozporu s univerzitními pravidly svůj pokoj přemaloval.
Na střední škole napsal Erik se svým spolužákem amatérský scénář s názvem „Přátelé“; příběh o bohatém mladíkovi, který kvůli penězům z dědictví zabil své rodiče při „dokonalé vraždě“.

## Vraždy
18. srpna 1989 se Lyle a Erik vydali do několika obchodů se zbraněmi v jižní Kalifornii, aby si koupili pistole. Kvůli problémům s Lylovým kalifornským řidičským průkazem a dvoutýdenní čekací lhůtě, kterou jim ukládaly zákony o zbraních, se však bratři rozhodli koupit si raději brokovnice. Brokovnice Mossberg ráže 12 spolu s krabicemi broků a brokového střeliva si pořídili v obchodě Big 5 Sporting Goods v kalifornském San Diegu, kde Erik použil ukradený řidičský průkaz Lylova přítele Donovana Goodreaua.
Večer 20. srpna 1989 se José a Kitty dívali v pracovně svého sídla v Beverly Hills na televizi, když do obýváku vešli Lyle a Erik s nabitými brokovnicemi. José byl šestkrát střelen, včetně smrtelné rány do zátylku. Kitty byla střelena celkem desetkrát před smrtelným výstřelem do tváře ležela na zemi a plazila se pryč. Lyle běžel k autu, kde mu Erik podal munici, aby ji znovu nabil, a pak vypálil smrtelnou ránu do obličeje.
Bezprostředně po vraždě zůstali oba bratři několik minut v domě a očekávali, že kvůli hluku výstřelů zareaguje policie, odešli se zbavit oblečení potřísněného krví a později zakopali brokovnice někde podél Mulholland Drive. Šli také do kina a pokusili se koupit lístky na film Batman, aby je použili jako alibi, ale od tohoto plánu upustili kvůli časovému razítku na útržku lístku. poté se vydali na festival „Taste of L.A.“ v Santa Monica Civic Auditorium.
Po návratu domů, kde policie nebyla přítomna, zavolal Lyle na tísňovou linku 911 a operátorovi emotivně řekl: „Někdo mi zabil rodiče.“ V pozadí byl slyšet křik a pláč Erika. Když přijeli policisté, Lyle a Erik s křikem vyběhli z domu směrem k policistům. Když policie přijela, nevyžádala si od bratrů testy na stopy střelných zbraní, které by ukázaly, zda nedávno nevystřelili ze střelné zbraně. Lyle i Erik policistům lživě tvrdili, že v době vraždy byli jinde. Lyle policistům řekl, že si myslí, že vraždy mohly mít „obchodní souvislost“, čímž naznačil, že šlo o mafiánský útok.
Policisté a forenzní pracovníci, kteří pracovali na místě činu, ho popsali jako „nejbrutálnější“, s jakým se kdy setkali, a všimli si krve a mozkové hmoty rozstříkané po celé místnosti. Policejní detektiv ve výslužbě Dan Stewart prohlásil: „Viděl jsem hodně vražd, ale nic tak brutálního. Krev, maso, lebky. Těžko by se to dalo popsat, zejména José, jako něco, co by připomínalo člověka, kterého byste poznali. Tak zlé to bylo." Podle pitevní zprávy jeden výbuch způsobil Josému, explozivní dekapitaci s eviscerací mozku‘ a ‚deformaci obličeje‘, zatímco první série výstřelů zasáhla Kitty do hrudníku, pravé paže, levého boku a levé nohy, přičemž kontaktní výstřel způsobil ‚mnohočetné tržné rány mozku‘.

## Soudní proces
Soud byl živě přenášen televizí a stal se celostátní senzací. Bratři se hájili tím, že se jednalo o sebeobranu, protože byli celoživotně sexuálně zneužíváni vlastním otcem. Matka měla být alkoholička, která zneužívání přihlížela. Žalobce zastával názor, že vraždy byly spáchány kvůli finančnímu zisku. První soud skončil dvěma porotami, které nedospěly k verdiktu. Při druhém soudu již nebyl k dispozici televizní přenos. Porota shledala bratry vinné z vraždy prvního stupně a ze spiknutí za účelem vraždy. Bratři trest vykonávají v jiných věznicích.
Dne 4. dubna 2018 byl Lyle přestěhován do stejné jednotky jako Erik, což je poprvé od doby, kdy si začali odpykávat svůj trest, téměř před dvaadvaceti lety. Bratři se při prvním setkání v bytové jednotce rozplakali a objali se. Jednotka, kde jsou ubytováni, je vyhrazena pro vězně, kteří souhlasí s účastí na vzdělávacích a rehabilitačních programech.
Dne 24. října 2024 okresní prokurátor Los Angeles George Gascón oznámil, že doporučí soudu změnu výše trestu. Pokud bude jeho doporučení schváleno, bratři budou moci okamžitě žádat o podmínečné propuštění.

## V populární kultuře

### Dokumenty
- Bratři Menéndezovi: Chybný odsudek? (2022) – dokument o soudu v roce 1993
- Suburban Nightmare: The Menendez Brothers (2022)
- Bratři Menendézovi – (Netflix, 2024)

### Filmy
- Menendez: Blood Brothers (2017) TV film

### Seriály
- Zákon a pořádek S01E19 – The Serpent's Tooth (1991) – díl inspirovaný případem bratří Menéndezových[39]
- Law & Order: True Crime – The Menendez Murders (2017)
- Monstra: Příběh Lylea a Erika Menendezových (Netflix, 2024)[40]